# Filitelnic, Mureș
Filitelnic, mai demult Filetelnic (în dialectul săsesc Feldref, Felderf, în germană Felldorf, Fülldorf, Füllendorf, Fildorf, Veldorf, în maghiară Fületelke) este un sat în comuna Bălăușeri din județul Mureș, Transilvania, România.

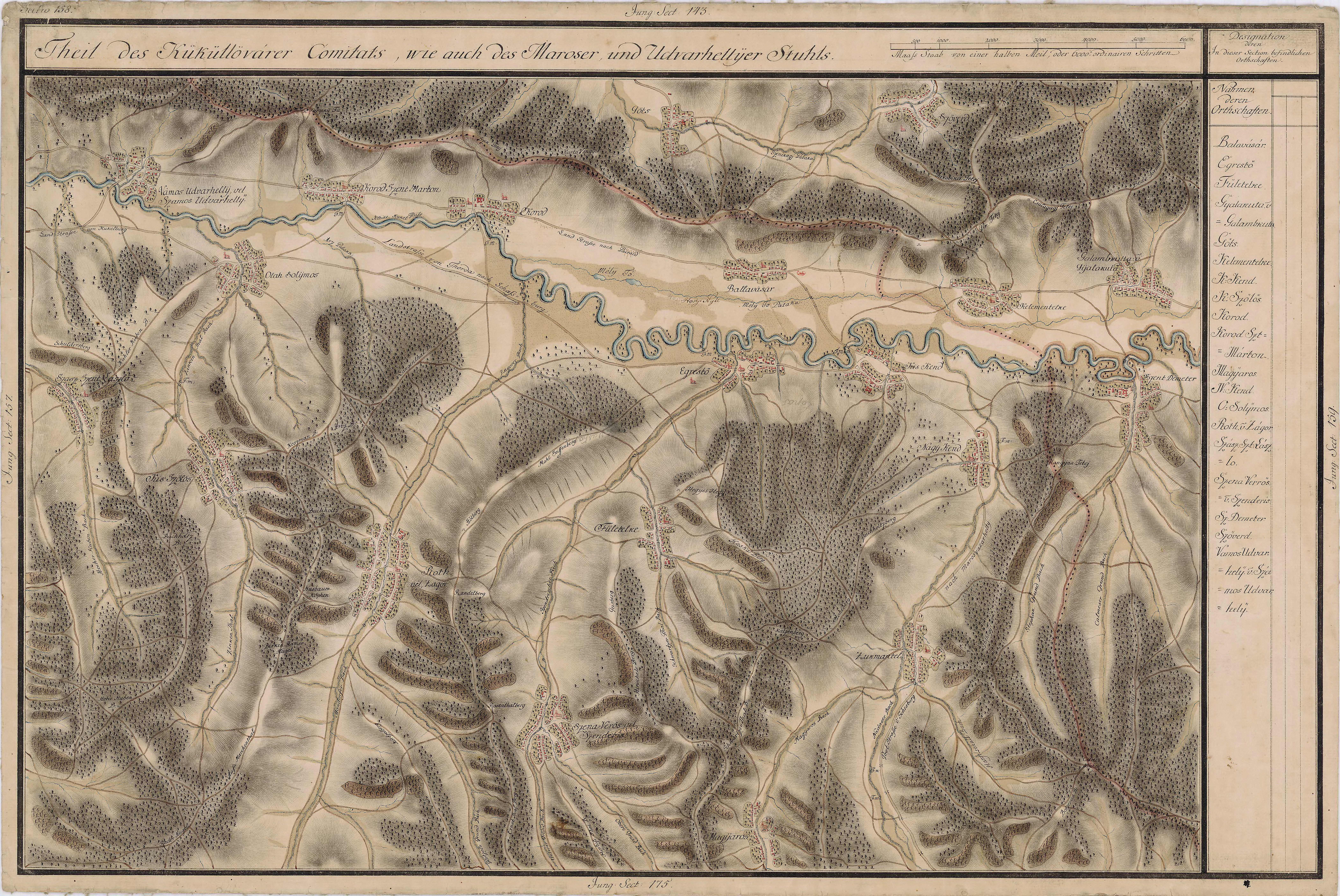
Filitelnic pe Harta Iosefină a Transilvaniei, 1769-1773

## Monumente
- Biserica evanghelică fortificată din Filitelnic

## Galerie de imagini

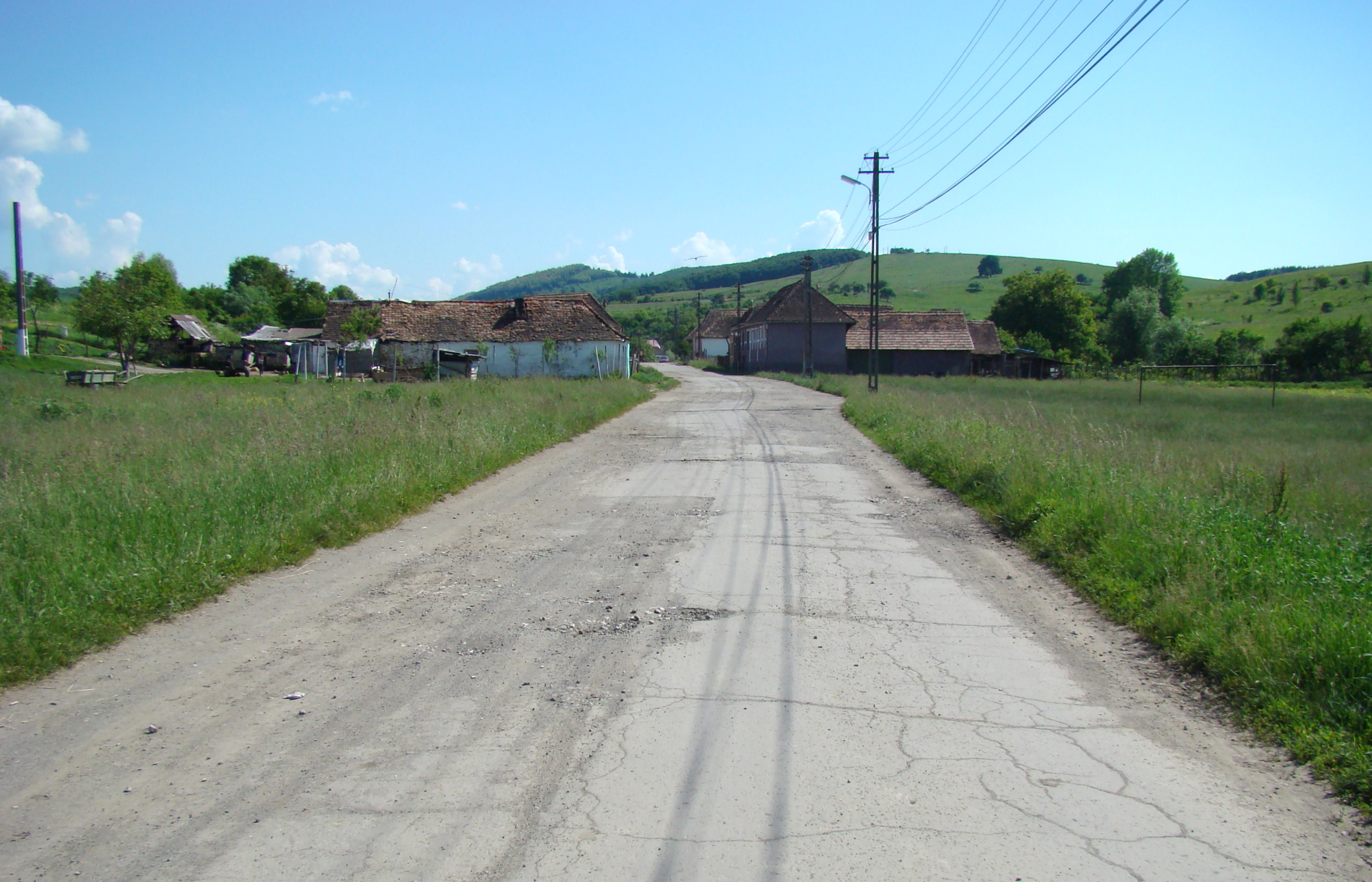
Intrarea în localitate
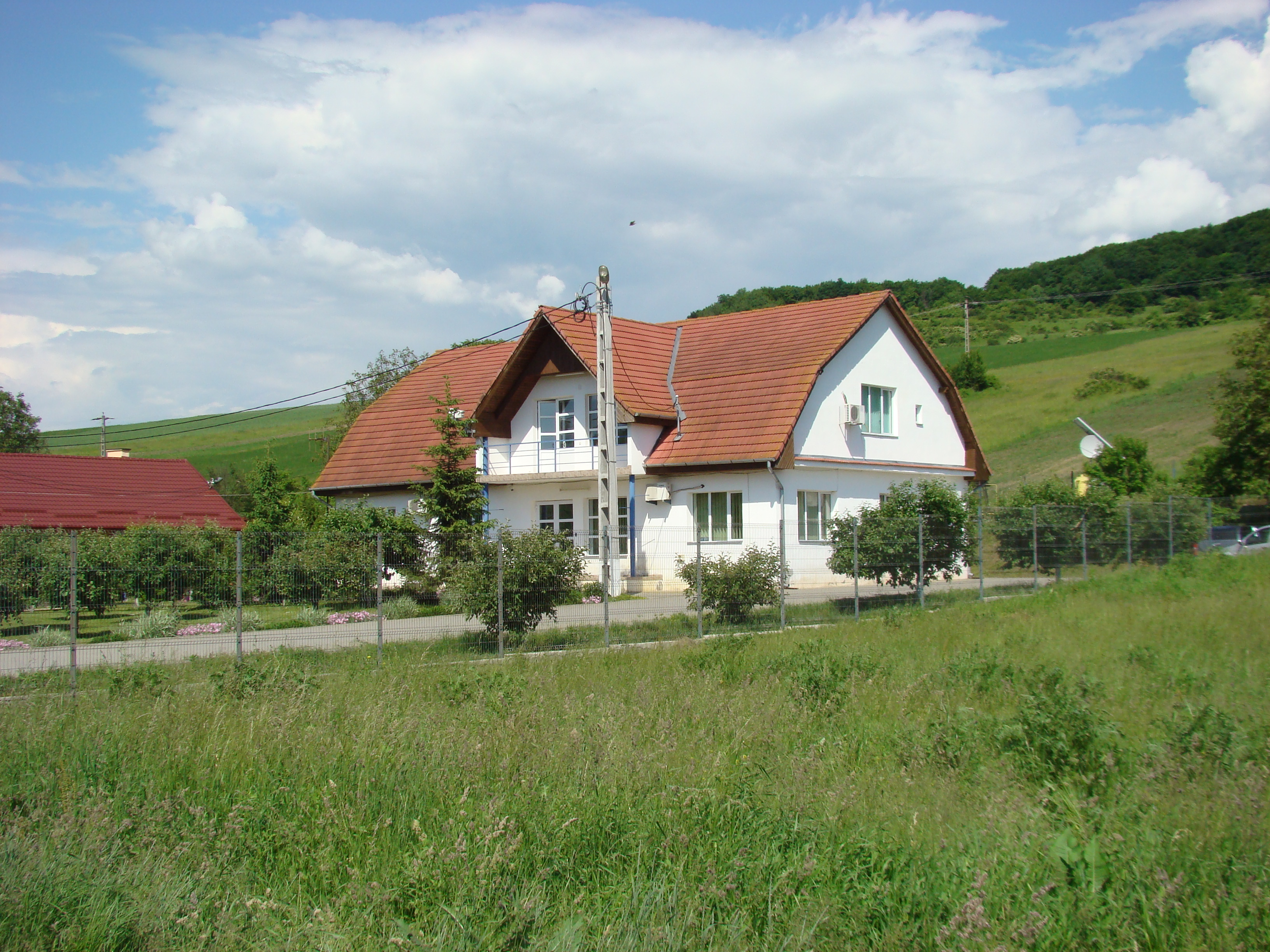
Staţia de exploatare aparţinând Romgaz
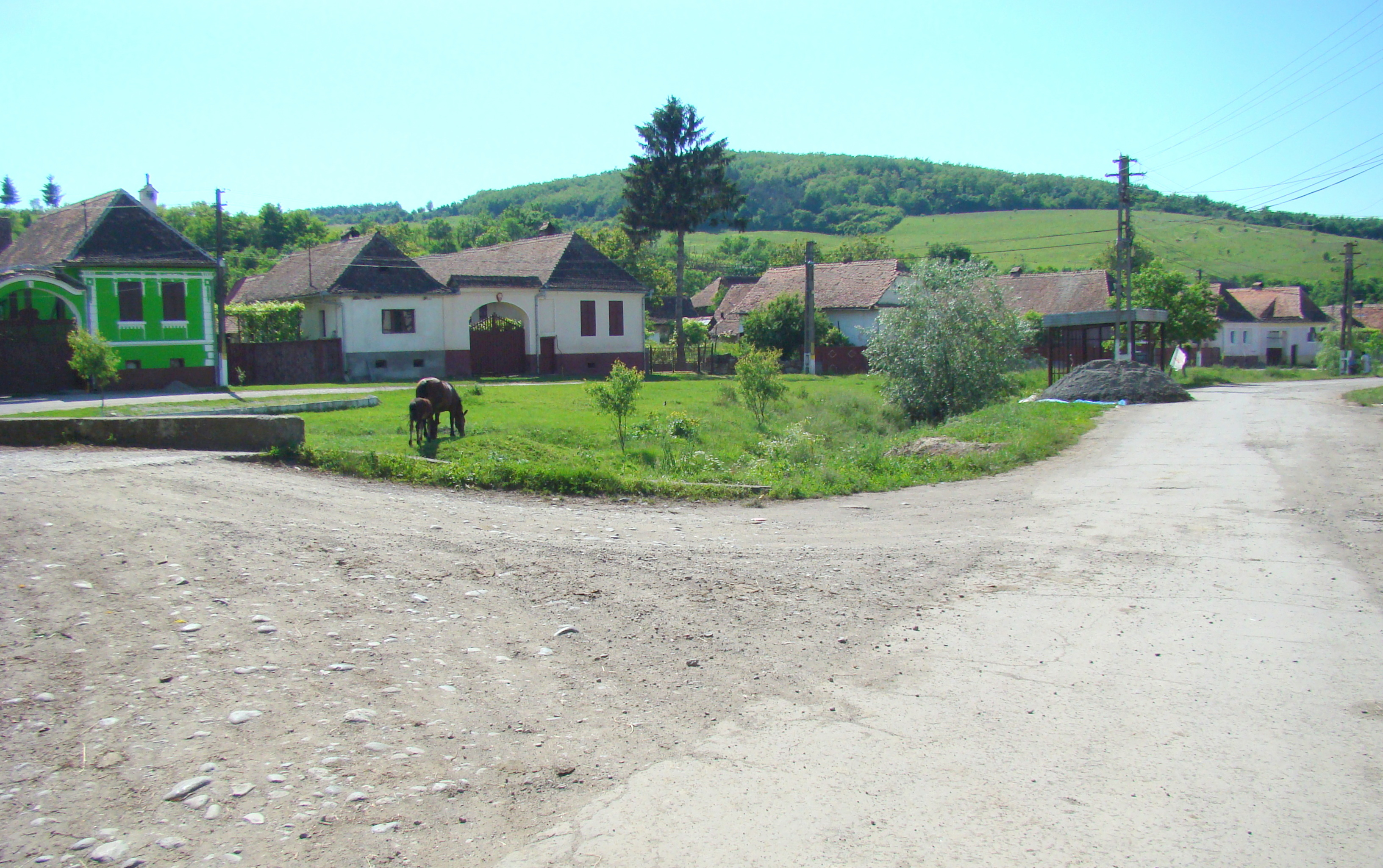
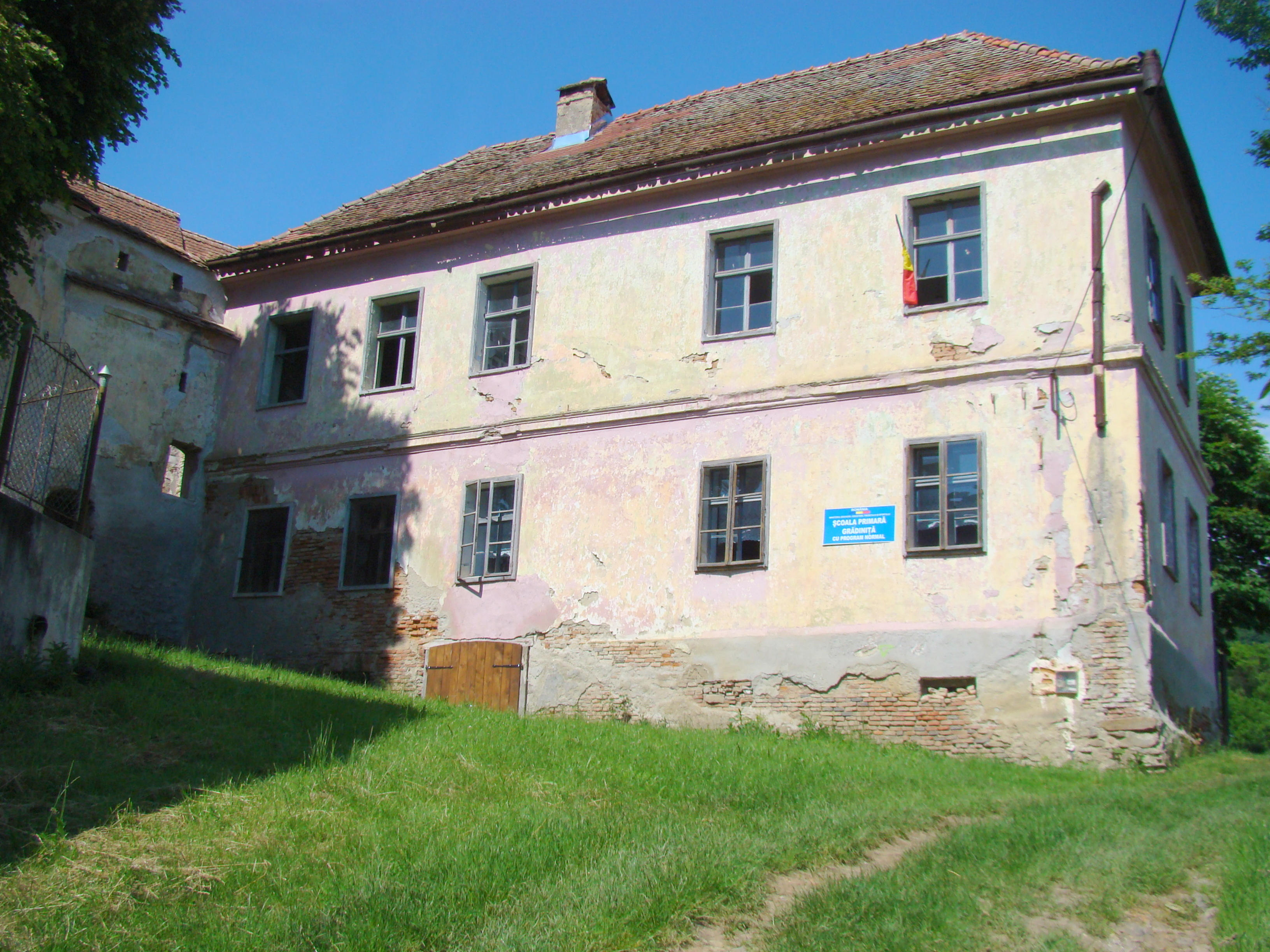
Şcoala
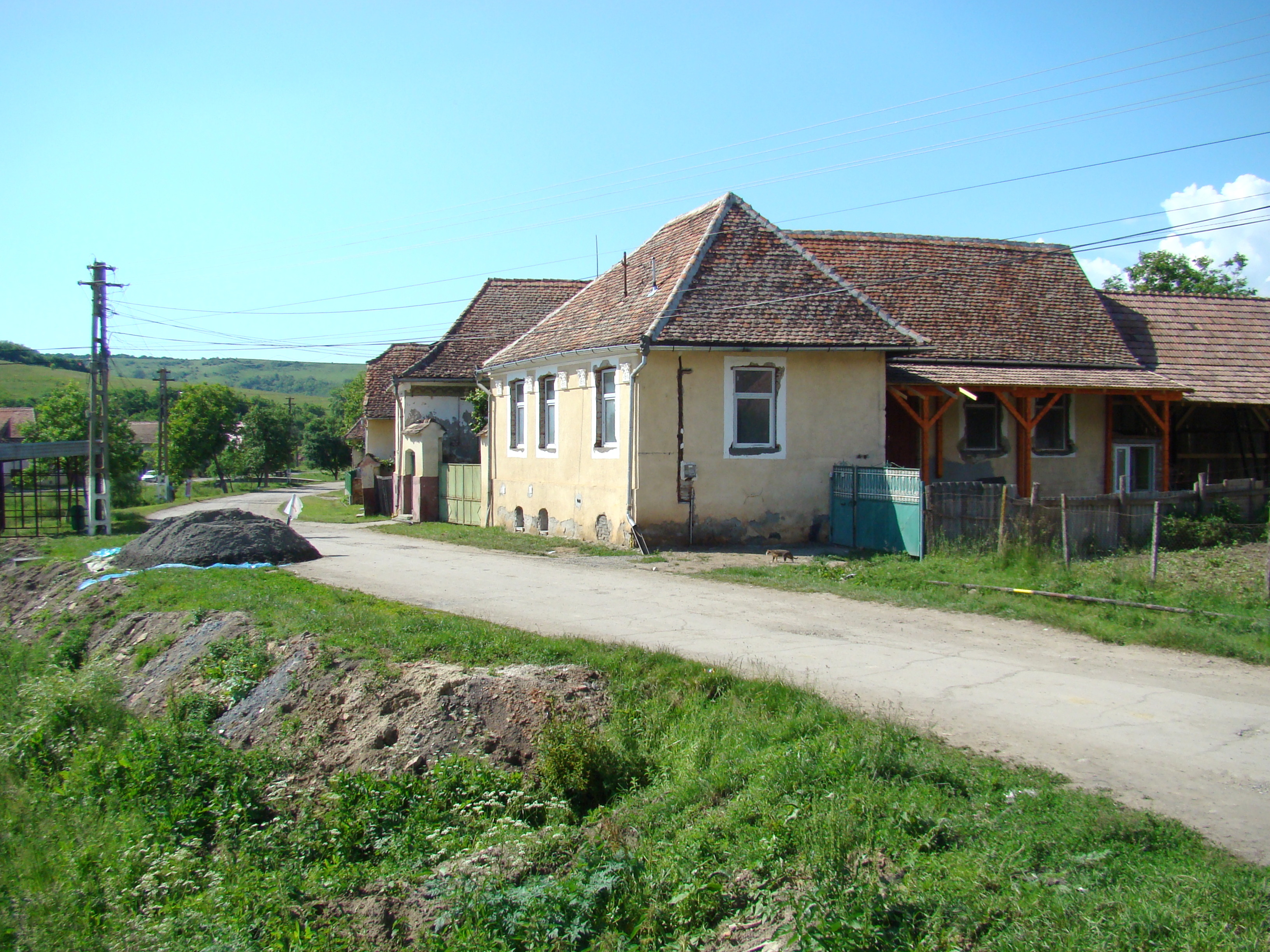
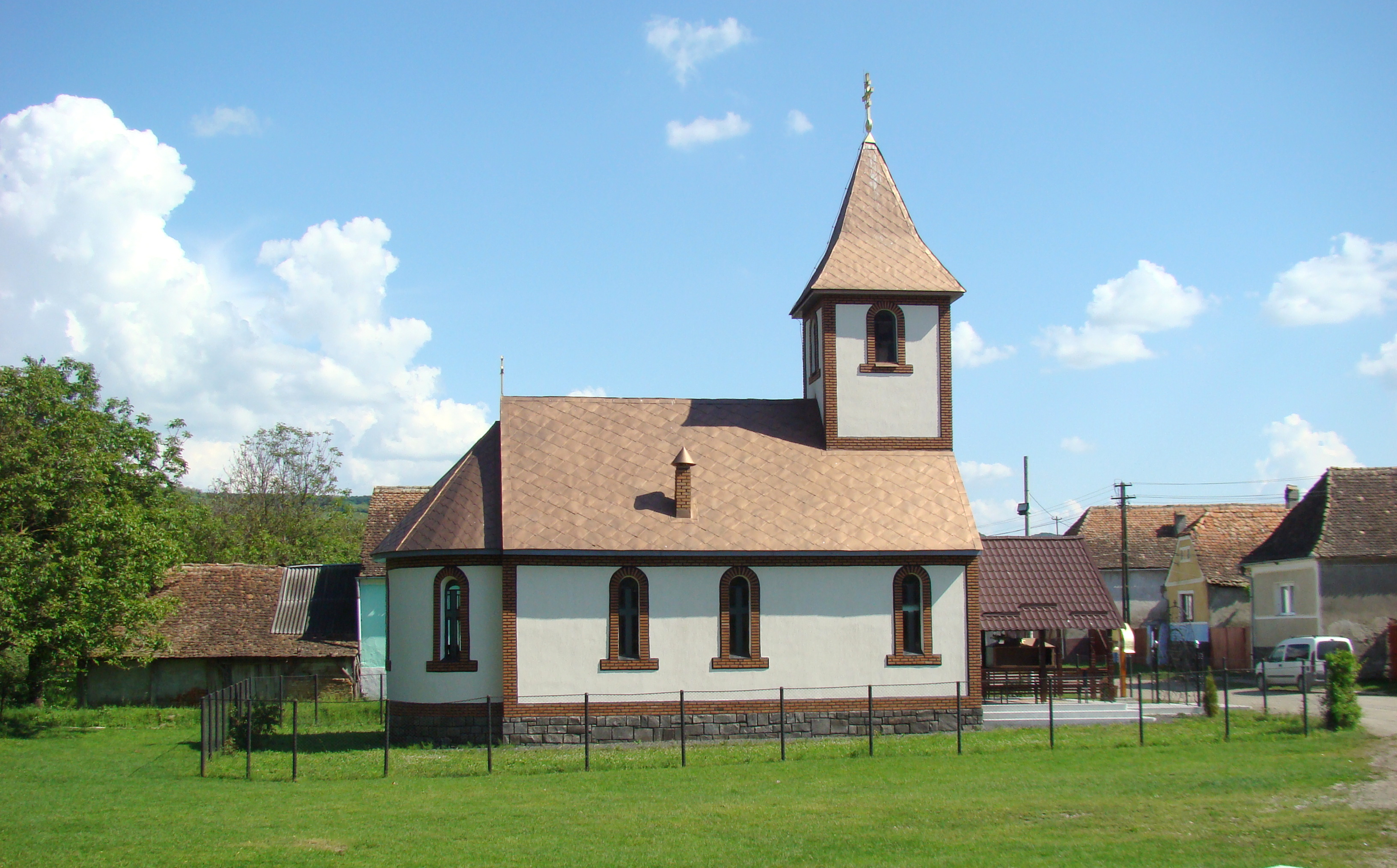
Biserica ortodoxă
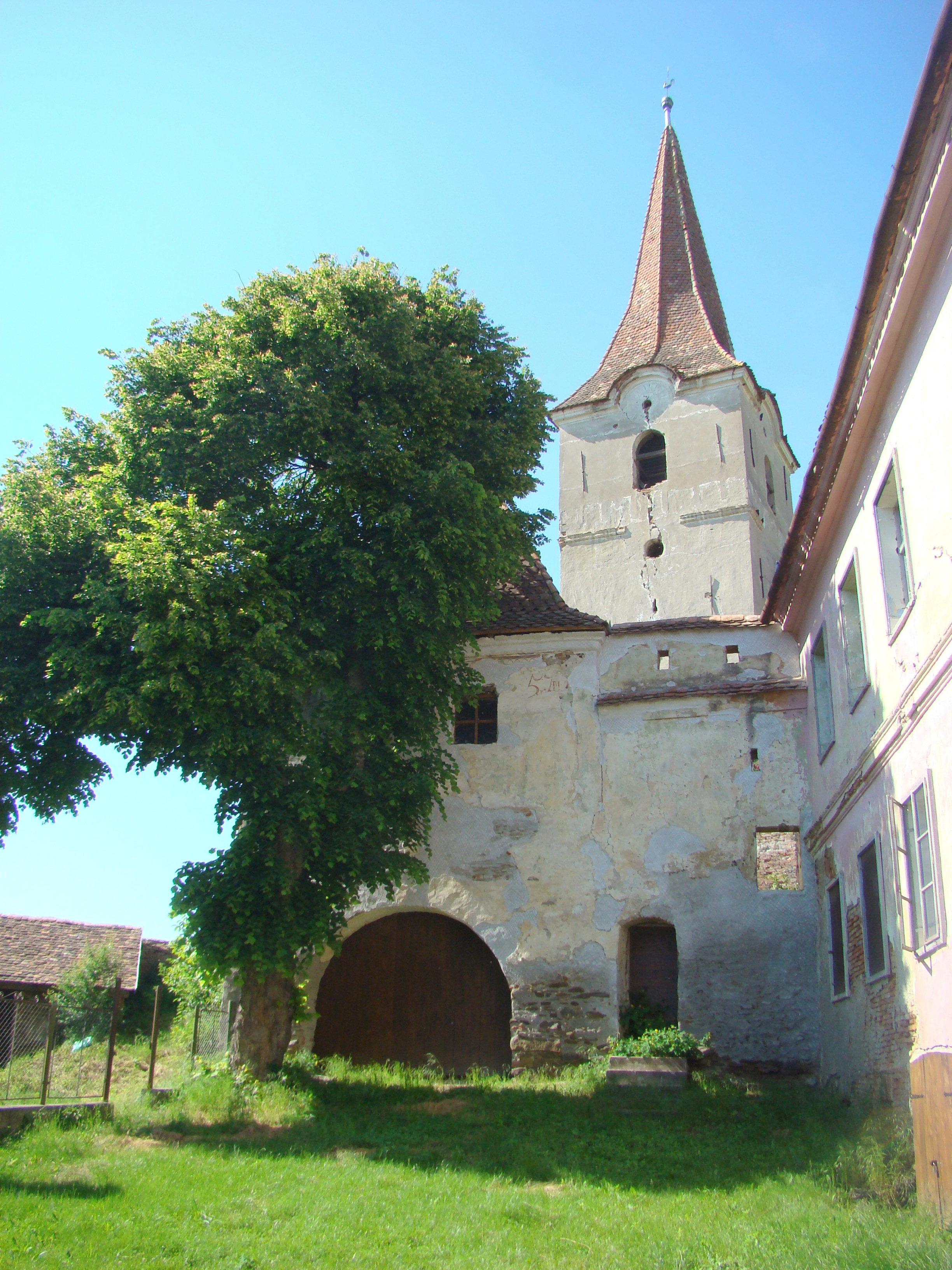
Biserica evanghelică (monument istoric)
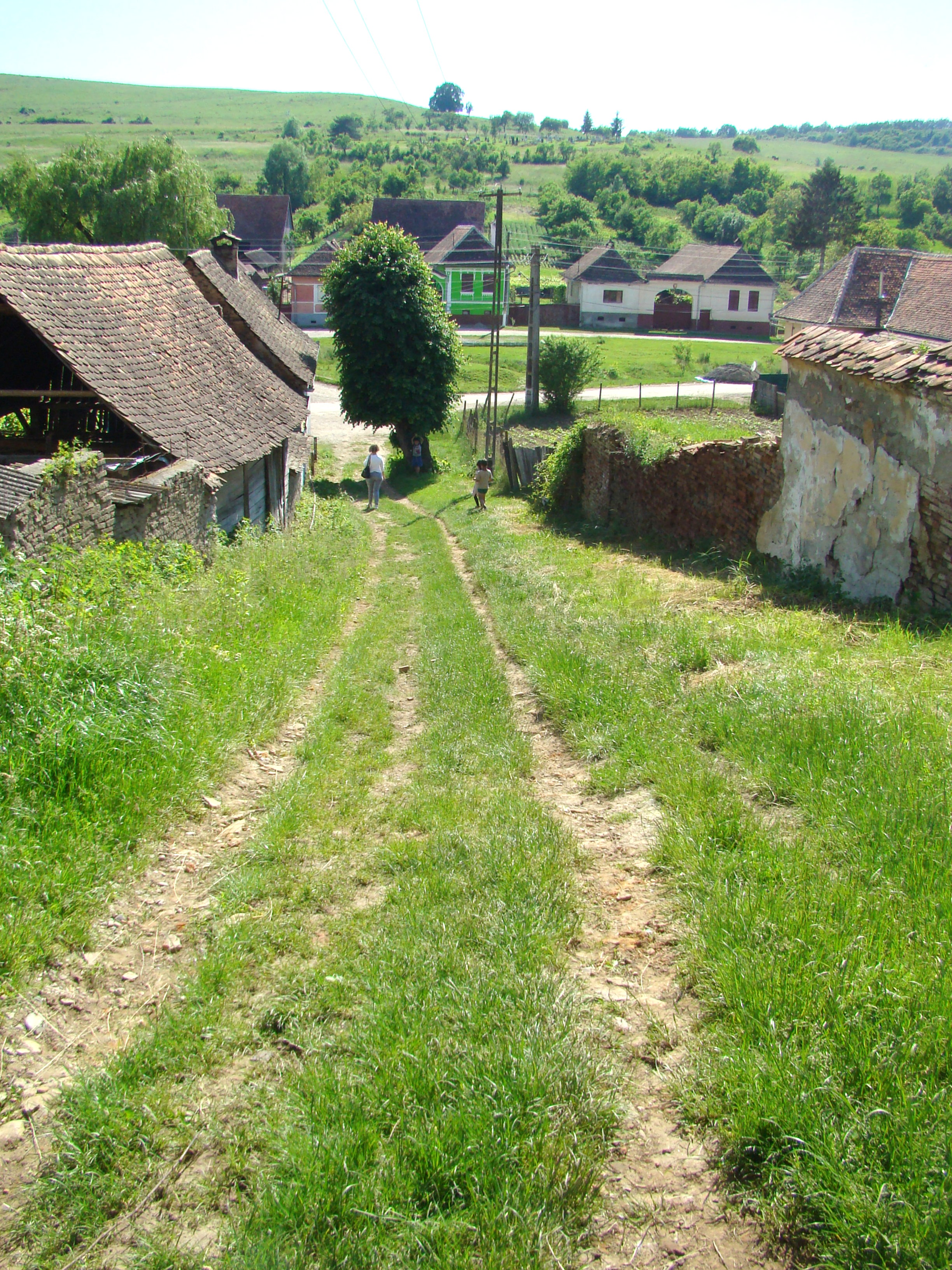
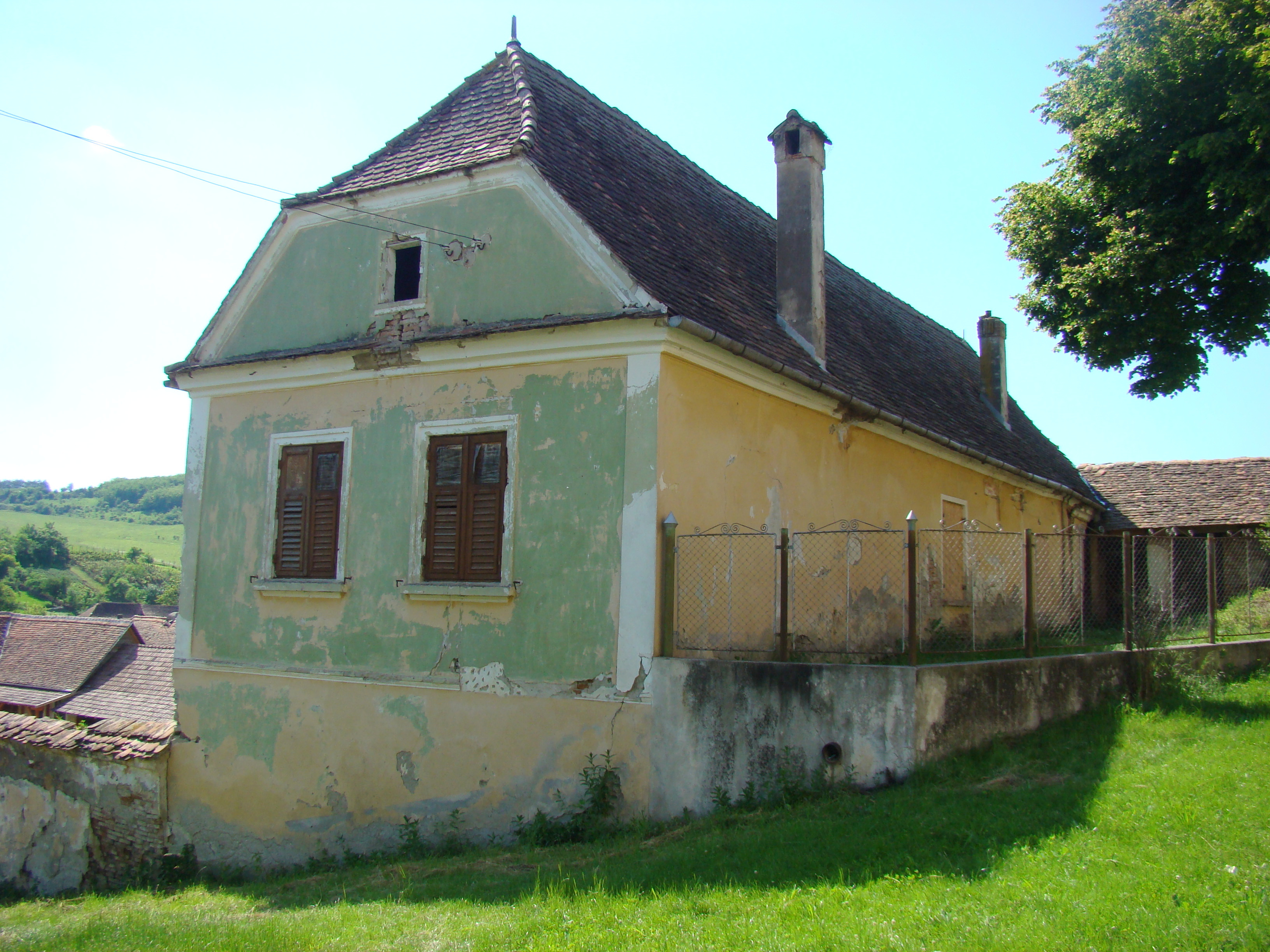
Casa parohială evanghelică (monument istoric)
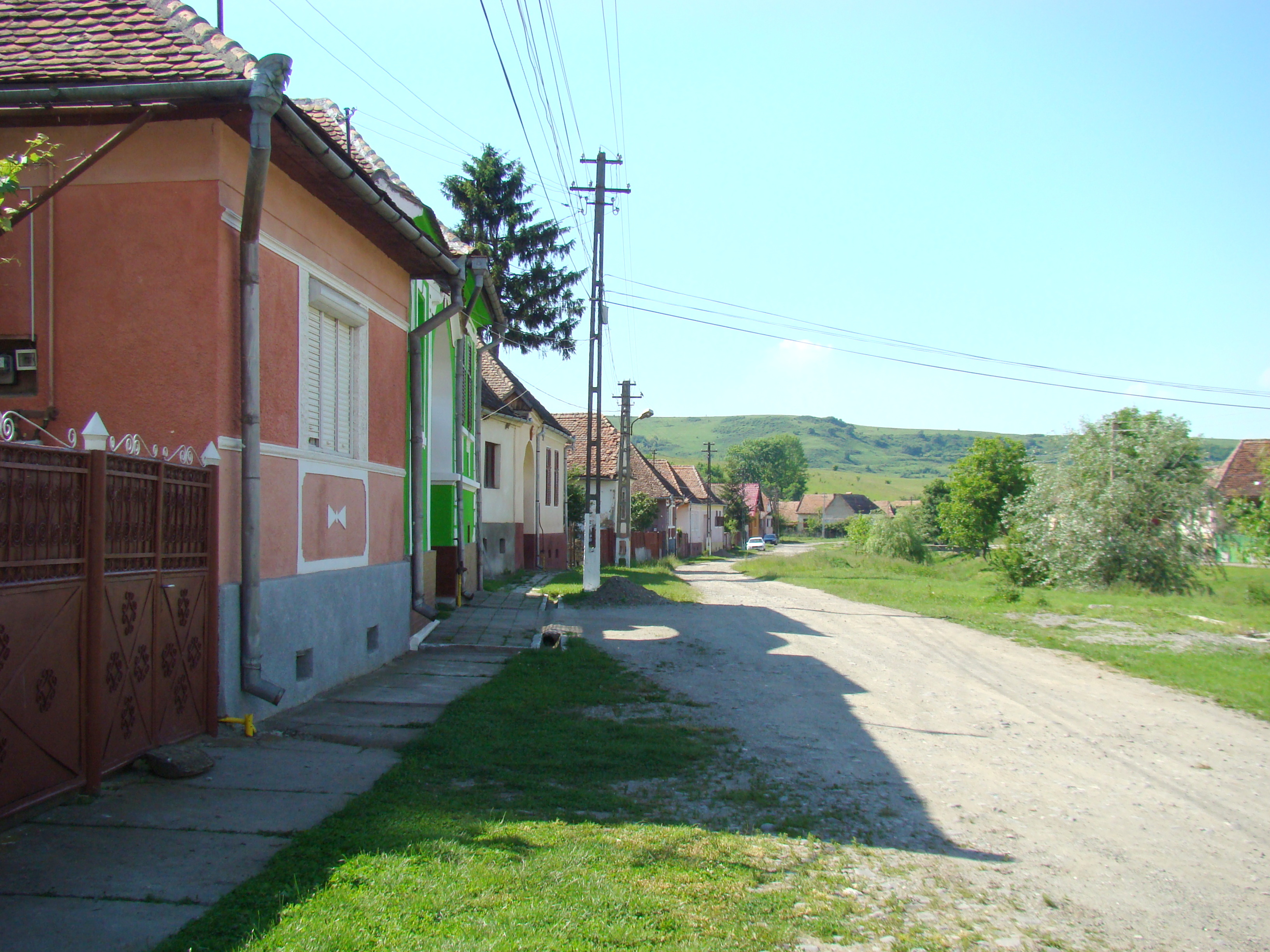